# 将軍スギ

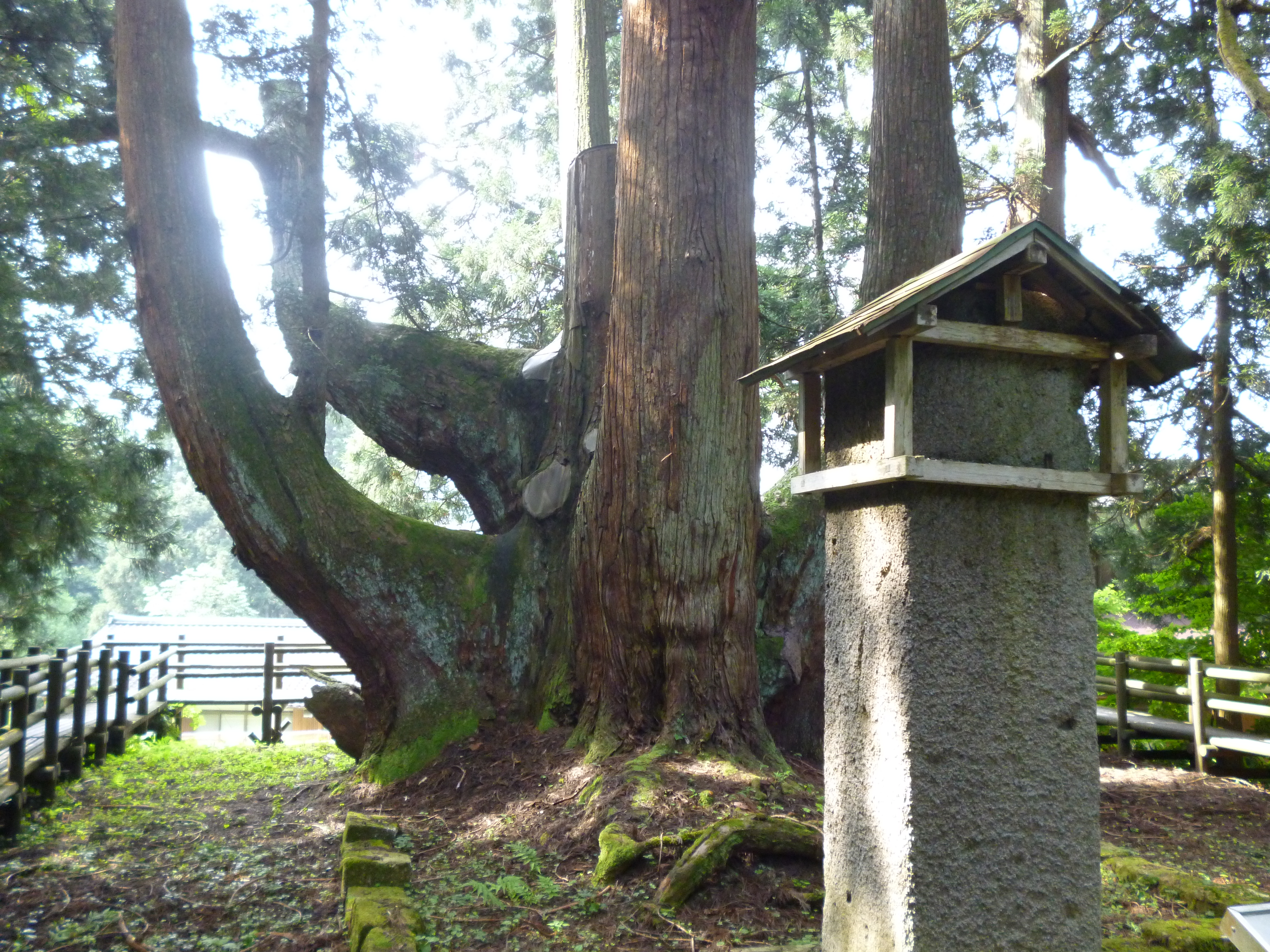
国の天然記念物、幹周り日本一将軍杉と手前は保科正之が建てた平維茂の墓碑。

将軍スギ（しょうぐんすぎ）は新潟県東蒲原郡阿賀町岩谷にある国の天然記念物に指定された杉である。樹齢1400年、高さ約40m、幹周り19.31mで日本一の太さがある。将軍杉の名の由来は会津藩初代藩主保科正之によって、過去に著名な人物が会津の地に埋もれていないか調べさせた。すると三川の地に平維茂の墓がある事を知り、林鵞峰（林恕 はやししのぶ）に碑文を作らせ、この杉の傍らにあった平維茂の墓に新たに「鎮守府将軍平維茂碑並銘」を建立した事による。

## 所在地
- 新潟県東蒲原郡阿賀町岩谷
- 平等寺境内

## 参考資料
- 「鎮守府将軍平維茂碑並銘」名将 平維茂・三川村教育委員会発行